# ジョン・ノイマイヤー
ジョン・ノイマイヤー（John Neumeier、1939年2月24日 - ）は、米国出身のバレエダンサー・振付家である。1973年よりドイツのハンブルク・バレエ団で芸術監督を務めている。

## 経歴

### 幼少期から大学時代まで
1939年、米国のウィスコンシン州ミルウォーキーに生まれる。父はドイツ系、母はポーランド系の家系で、両親はともにカトリックであった。
幼少期から芸術に興味を持ち、美術教室で絵画を学ぶとともに、ミュージカル映画や、地元に巡業に来たバレエ・リュス・ド・モンテカルロの公演などを通し、ダンスにも魅了されていた。ノイマイヤーは両親に頼み込んでタップダンスのレッスンを受け始め、やがて近隣のバレエ学校に通うようになるが、この時点では将来の進路を決めてはいなかった。
地元ミルウォーキーのマーケット大学に進学したノイマイヤーは、英文学と演劇学を専攻するが、演劇科の教師からダンスの才能を見出され、ダンサーになることを勧められる。その後は、大学でダンスの授業を受ける傍ら、奨学金を受けながらシカゴのバレエ学校にも通うという多忙な学生生活を送った。また、大学在学中に、モダンダンスのダンサーであったシビル・シアラーにも師事している。

### ヨーロッパでの活動
1961年に大学を卒業したノイマイヤーは、本格的にクラシック・バレエを学ぼうと決意し、1962年からロンドンのロイヤル・バレエ学校に通い始めた。並行して、デンマーク王立バレエ学校の教師であったヴェラ・ヴォルコワの元にも通い、個人レッスンを受けていた。
1963年、ロイヤル・バレエ学校を訪れたマルシア・ハイデがノイマイヤーに目を留めたことをきっかけに、当時ハイデが活躍していたシュトゥットガルト・バレエ団へソリストとして入団した。当時のシュトゥットガルト・バレエ団は、芸術監督ジョン・クランコの下で、「シュトゥットガルトの奇跡」と呼ばれる急速な発展を遂げている最中であった

。ノイマイヤーはこのバレエ団でダンサーとして踊りながら、クランコの下で振付を開始した。この時期の作品に、俳句をモチーフとし日本的なデザインの衣装を用いた『俳句』（1966年）などがある。
『俳句』などの作品が評価されたノイマイヤーは、1969年にフランクフルト・バレエ団の芸術監督に就任し、『ロミオとジュリエット』や『くるみ割り人形』（共に1971年）など、既存のバレエ作品を新たな視点で解釈した作品を振り付け、成功を収めた。

### ハンブルク・バレエ団での活動
1973年、ノイマイヤーはハンブルク・バレエ団の芸術監督兼首席振付家に就任した。以後、ノイマイヤーは150を超える作品を創作し、同バレエ団を、ドイツを代表するカンパニーの一つへと成長させた。また、ハンブルク・バレエ団のみならず世界中のバレエ団に作品を提供しており、日本の東京バレエ団に『月に寄せる七つの俳句』（1989年）と『時節（とき）の色』（2000年）、フランスのパリ・オペラ座バレエに『シルヴィア』（1997年）などを振り付けている。
ノイマイヤーはバレエ関連資料のコレクターとしても知られ、1万冊以上の書籍と、1万点以上の物品（絵画・彫刻・写真等）を所蔵しており、中でもヴァーツラフ・ニジンスキーに関連する資料が充実している。2006年に設立されたジョン・ノイマイヤー財団は、このコレクションを管理し、将来的に一般公開することを目的として活動している。
2015年、ノイマイヤーは、思想・芸術分野で優れた業績を上げた人物に贈られる京都賞思想・芸術部門を受賞した。京都賞の運営団体である稲盛財団は、贈賞理由として「ノイマイヤー氏は、伝統的なバレエの動きをベースにしながら身体の持つ表現力を最大限に引き出し、それによって人間心理を深く探求している振付家である」と述べ、ノイマイヤーが20世紀以降のバレエに多大な影響を与えたことを評価している
。
私生活では、2018年12月に長年のパートナーであった男性と結婚した。
2024年、旭日中綬章受章。

## 作品

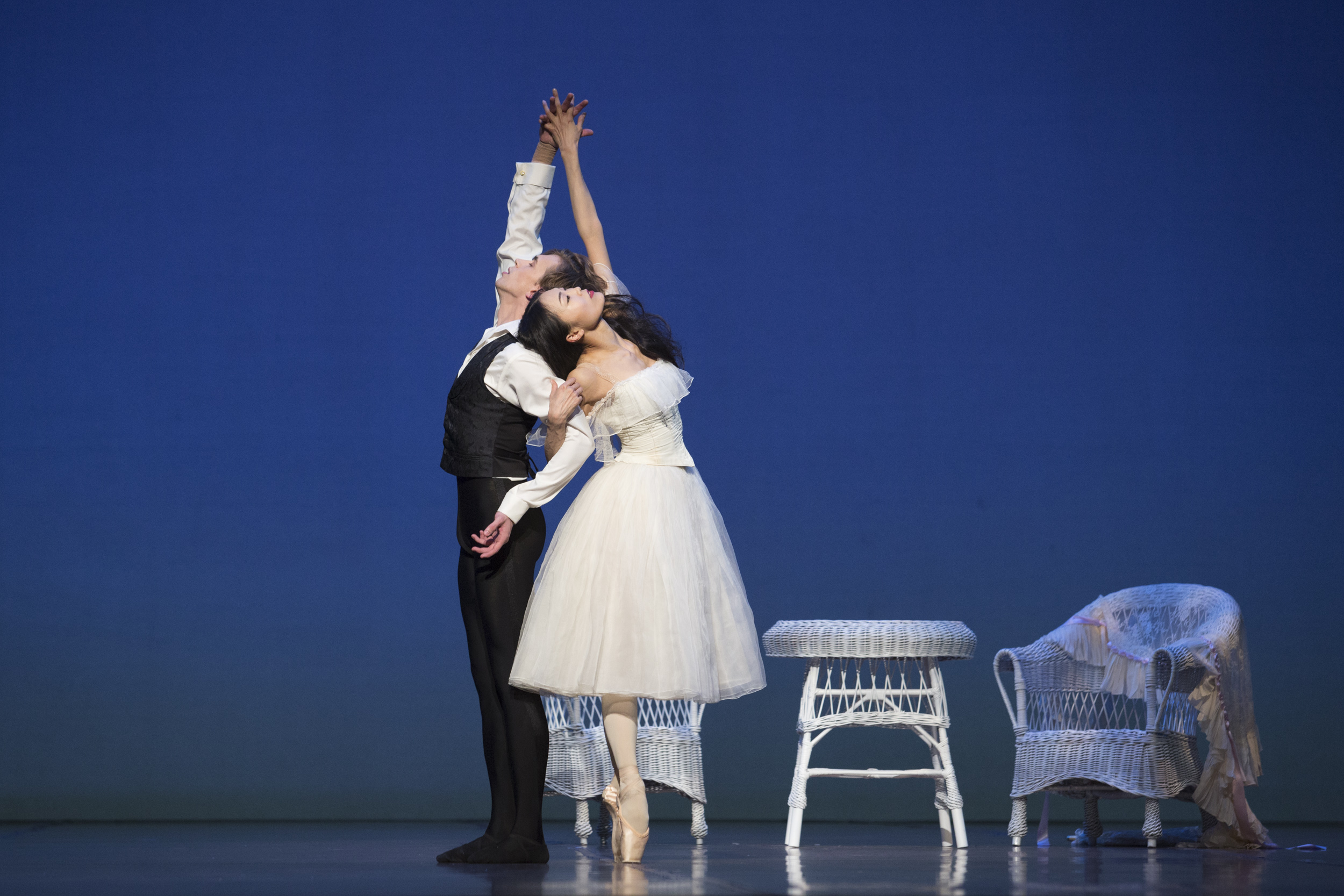
『椿姫』

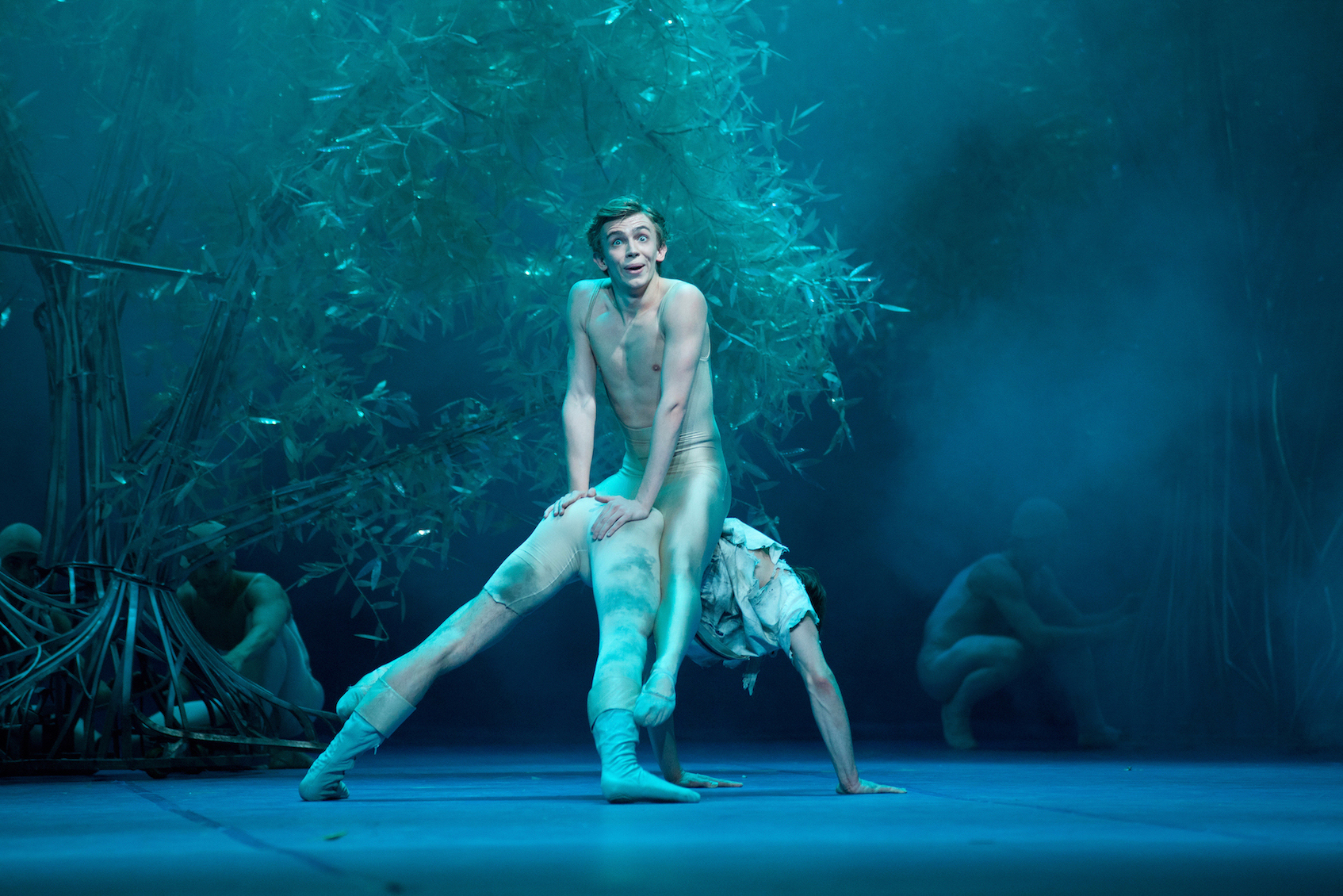
『真夏の夜の夢』

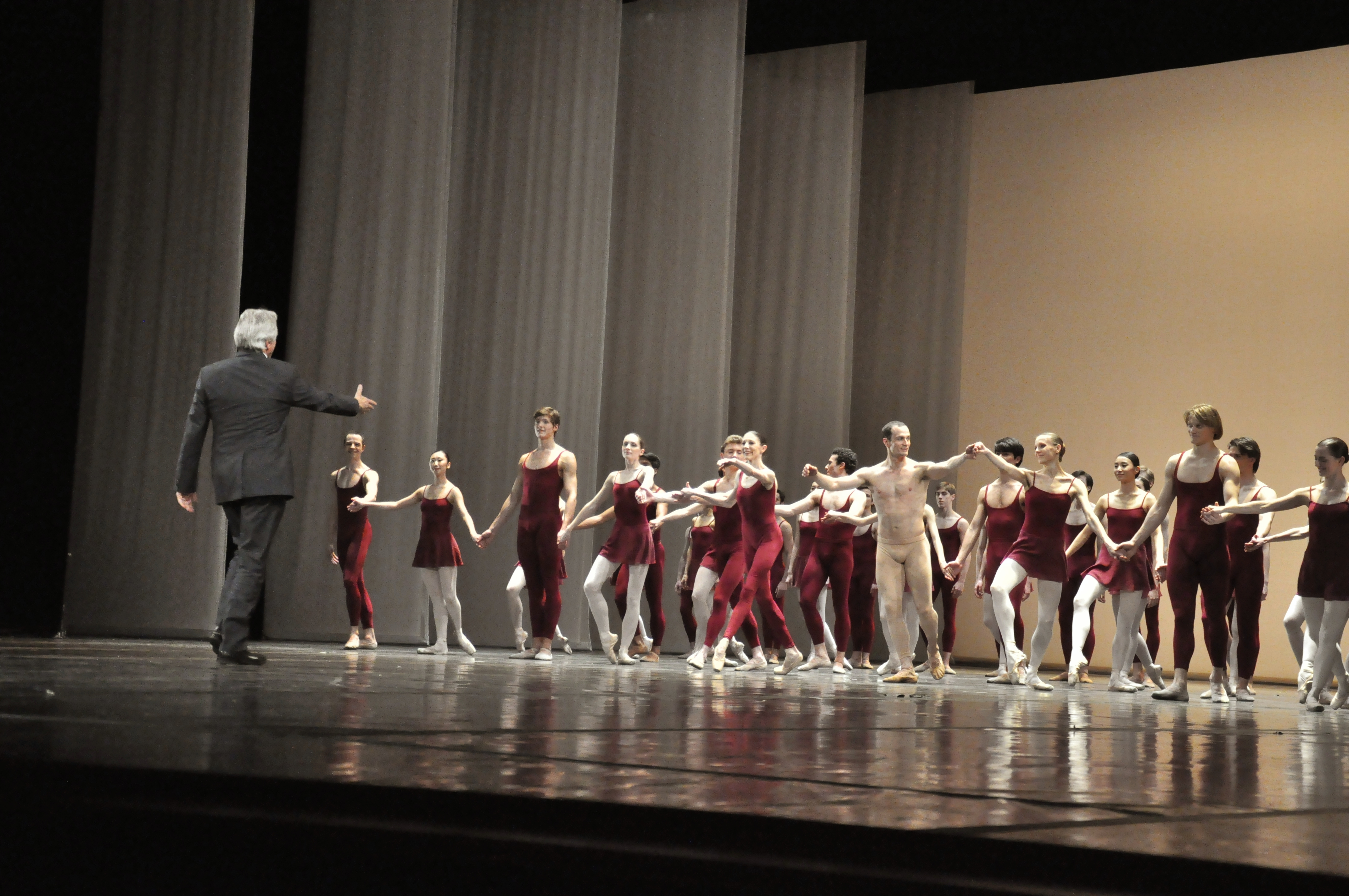
『マーラー交響曲第3番』のカーテンコール

### 作品の分類
ノイマイヤーは様々なスタイルのバレエ作品を創作しているが、それらは概ね3つの系列に分けることができるとされる。
１つ目は、古典バレエを現代的解釈で再演出した作品である。例えば、古典バレエの代表作『くるみ割り人形』は、クリスマスの夜、少女が夢の中で雪の王国とお菓子の国を訪れる物語であるが、ノイマイヤーはこの作品を、バレエに憧れる12歳の少女がトウシューズをプレゼントされ、夢の中でバレエの劇場の舞台裏を垣間見る、という物語に読み替えた。また、『幻想 ～"白鳥の湖"のように』は、『白鳥の湖』の物語を、狂気の末に湖で謎の死を遂げたバイエルン王ルードヴィヒ2世の生涯に重ね合わせた作品である。
２つ目は、文学作品のバレエ化である。『椿姫』、『ヴェニスに死す』、『アンナ・カレーニナ』等の小説や、シェイクスピアの『真夏の夜の夢』や『オテロ』、テネシー・ウィリアムズの『欲望という名の電車』、チェーホフの『かもめ』等の戯曲作品を多数翻案している。
3つ目は、音楽作品に触発されて振り付けられた、筋書きのない「シンフォニック・バレエ」である。マーラーの交響曲（第3番、第4番、第5番、第6番、第9番）に振り付けられた一連の作品などが代表的である。

### 評価・特徴
ノイマイヤー作品の特徴としてしばしば挙げられるのが、繊細かつ複雑な心理表現である。20世紀のバレエにおいては、アントニー・チューダー、ジョン・クランコ、ケネス・マクミランといった振付家が、登場人物の心理描写を重視した演劇的・文学的な作品を発展させてきた。ノイマイヤーはこの流れを継承しつつ、感情の機微を雄弁に語る振付や、劇中劇などの多様な演出手法を通して、人間の内面をより緻密に描き出すことに成功したとされる。また、『マーラー交響曲第3番』などの物語を伴わない作品であっても、音楽に込められた感情を巧みに引き出す手腕が評価されている。
このような作風は、「重層的で、見る者の知的好奇心を大きく揺さぶる」等と称賛される一方、「長く入り組んだ物語を詰め込むあまり、観客に伝わりきらず、自己満足の振付家だと言われたりもする」という指摘もあり、作品への評価は時として分かれる。
またノイマイヤーは、日本文化に影響を受けた作品を度々創作している。初期の作品である『俳句』や、東京バレエ団に振り付けた『月に寄せる七つの俳句』は、俳句を題材としている。ギリシア神話を題材とした『オデュッセイア』では、構成や音楽、舞台装置を考案するに当たり、能から着想を得たと語っている。また、アンデルセンの同名童話に基づく『人魚姫』の舞台衣装とメーキャップには、長袴や、歌舞伎の隈取などの日本的なモチーフが取り入れられている。

### 主な振付作品
ノイマイヤーの主要振付作品は以下の通りである（括弧内は初演年及び初演バレエ団。バレエ団の記載がないものはすべてハンブルク・バレエ団が初演）。
- 『ロミオとジュリエット』（1971年、フランクフルト・バレエ団（ドイツ語版））
- 『くるみ割り人形』（1971年、フランクフルト・バレエ団）
- 『マーラー交響曲第3番』（1975年）
- 『幻想 ～"白鳥の湖"のように』（1976年）
- 『真夏の夜の夢』（1977年）
- 『椿姫』（1978年、シュトゥットガルト・バレエ団）
- 『眠れる森の美女』（1978年）
- 『マタイ受難曲』（1981年）
- 『アーサー王伝説』（1982年）
- 『ジゼル』（1983年）
- 『欲望という名の電車』（1983年、シュトゥットガルト・バレエ団）
- 『オテロ』（1985年）
- 『お気に召すまま』（1985年）
- 『マニフィカト』（1987年、パリ・オペラ座バレエ）
- 『ペール・ギュント』（1989年）
- 『月に寄せる七つの俳句』（1989年、東京バレエ団）
- 『スプリング・アンド・フォール』（1991年）
- 『シンデレラ物語』（1992年）
- 『オデュッセイア』（1995年）
- 『ヨンダーリング』（1996年、ハンブルク・バレエ学校、カナダ・ナショナル・バレエ学校）
- 『シルヴィア』（1997年、パリ・オペラ座バレエ）
- 『ニジンスキー』（2000年）
- 『かもめ』（2002年）
- 『ヴェニスに死す』（2003年）
- 『人魚姫』（2005年、デンマーク王立バレエ団）
- 『リリオム』（2011年）
- 『タチヤーナ』（2014年）
- 『大地の歌』（2015年、パリ・オペラ座バレエ）
- 『アンナ・カレーニナ』（2017年）
- 『ベートーヴェン・プロジェクト』（2018年）

日本では、東京バレエ団がノイマイヤー作品をレパートリーとしており、『月に寄せる七つの俳句』、『時節（とき）の色』、『スプリング・アンド・フォール』、『椿姫』（第3幕のパ・ド・ドゥのみ）、『ロメオとジュリエット』が同バレエ団で上演されている。